# Otros cuerpos detrás

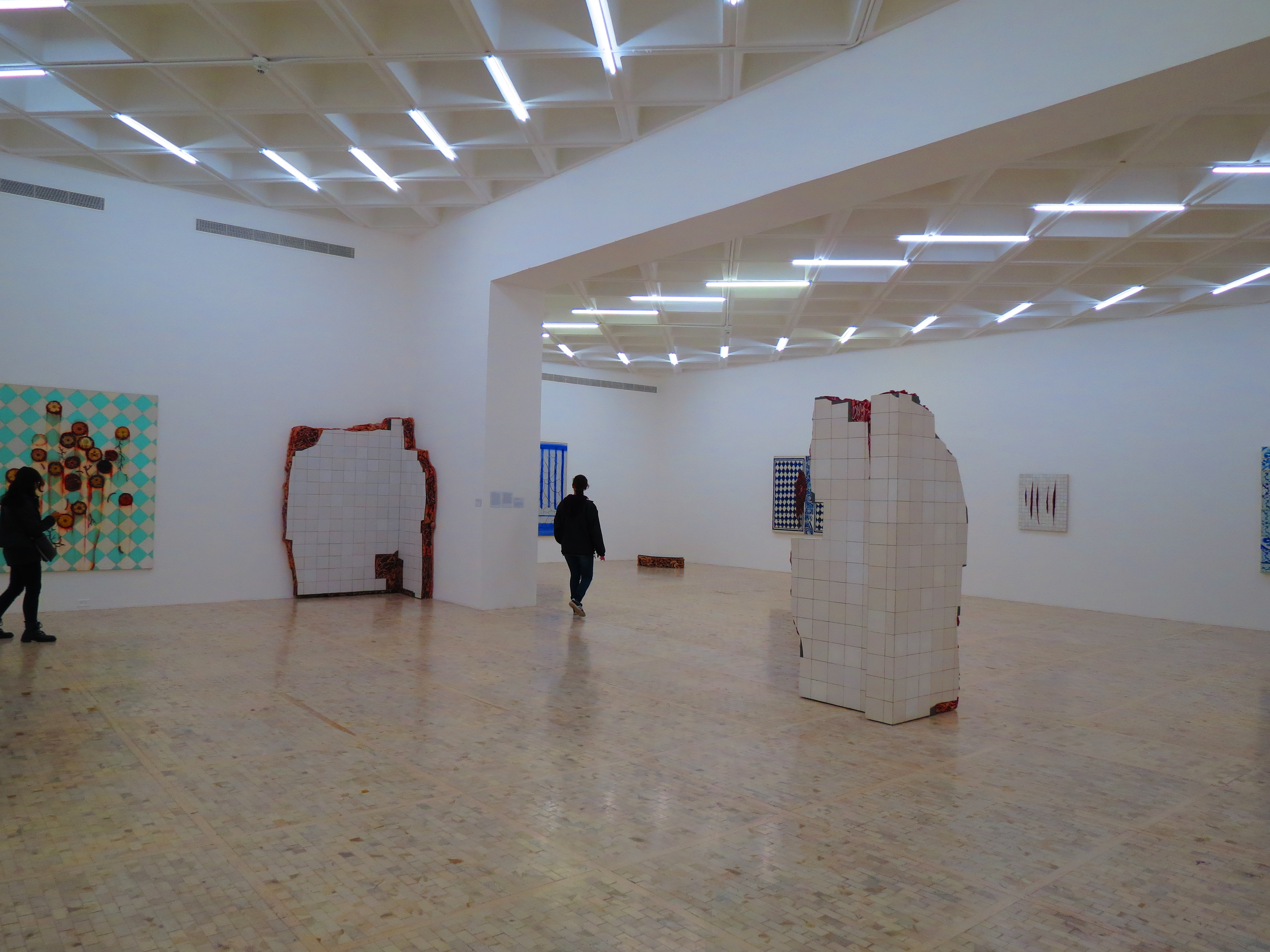
Vista de la exposición Otros cuerpos detrás de Adriana Varejão en el Museo Tamayo de la Ciudad de México

Otros cuerpos detrás es una exposición de Adriana Varejão, está conformada por tres series de diferentes obras. La realización de esta muestra comenzó en la década de 1990 y se ha ido modificando con el paso del tiempo. En dicha producción se pueden encontrar pinturas, esculturas e instalaciones. Una de las inquietudes de Varejão que se ve reflejada en esta muestra monográfica es el colonialismo, el mestizaje y la identidad en América Latina.

## Temas de la exposición
Sus obras abarcan desde hechos históricos, político-culturales de gran relevancia, así como preocupaciones pictóricas y artísticas que surgen con el período colonial brasileño, el cual abarca desde el siglo XVII hasta el siglo XXI, pasando por un proceso de descolonización y sus repercusiones tanto visuales como ideológicas. La artista ha trabajado en torno a estos temas desde hace más de treinta años, convirtiéndose en una marca particular para su producción artística.

Mi trabajo habla mucho sobre el colonialismo, la pintura de castas es sobre esto, una administración del mestizaje, una especie de jerarquía, y castas viene de casta, de puros. Es una cuestión muy ligada a una jerarquía de poder; cuanto más lejos de la mezcla más jerárquicamente superior. Y esto es estructural de nuestras culturas, hasta hoy vemos que no hay una homogeneización de los papeles.
Adriana Varejão

La exposición habla del lenguaje, del cuerpo, específicamente del color de piel, de su relación que éste tiene con sus contextos tanto político, social y estético en Latinoamérica, principalmente en Brasil, país del que es oriunda, en donde examina la consecuencia del periodo colonial y la relación que actualmente tiene en la sociedad y su producción de imágenes. Existen varios elementos sincréticos de los que se apropia la artista, retomando una carga de diferentes referencias de la historia del arte como imágenes figurativas que hacen alusión al arte barroco, así como elementos clásicos y renacentistas europeos, los cuales contrapone con América Latina, haciendo una especie de ejercicio de descolonización de la imagen.

## Series de la exposición

### Ruinas de la carne seca
Los rasgos de la colonización no solo se encuentran en las referencias de la historia del arte europeo, sino también en sus materiales, podemos encontrar esculturas elaboradas con azulejos, las cuales hacen remembranza a los tres siglos durante los que estuvo Brasil, este material se vincula con una tradición en cerámica países Islámicos, China, Holanda, España y por supuesto Portugal. Mediante estos azulejos pintados a mano de azul y blanco, en conjunto de trozos que simulan carne saliendo de ellos, desgarrando los muros. Varejão hace una fuerte referencia a ese mundo colonizado, a la historia primitiva e identitaria de un Brasil indígena, de aquella historia a veces olvidada, oculta, pero siempre presente.

La idea del cuerpo detrás del muro que se advierte en algunas obras tiene que ver con el otro que en el periodo de la conquista no es tomado en cuenta porque cuando esto sucede ese otro es parte del paisaje y se da una relación dominante de un lado
Fabiola Palapa Quijas

Bajo esta misma temática de la carne, Varejão presenta una serie de lienzos figurativos producidos durante la década de 1990; tanto los lienzos como las esculturas son pertenecientes a esta serie titulada Ruinas de la carne seca. La importancia de la carne como símbolo de las culturas locales y su confrontación con la hegemonía de Europa. 

### Testemunhas oculares
Testemunhas oculares, X, Y, Z (Testigos oculares) es una serie de tres autorretratos elaborados con una técnica que rememoran el barroco, por su teatralidad y claroscuros. En estas piezas la autora se retrata con diferentes castas, de india, de mora y de china, teniendo en común la falta de un ojo. En  la parte de enfrente de estos cuadros hay unas pequeñas cajas transparentes que contienen dentro unos glóbulos oculares, en ellos se están representadas distintas escenas, las cuales cambian dependiendo de la casta representada.

### Polvo

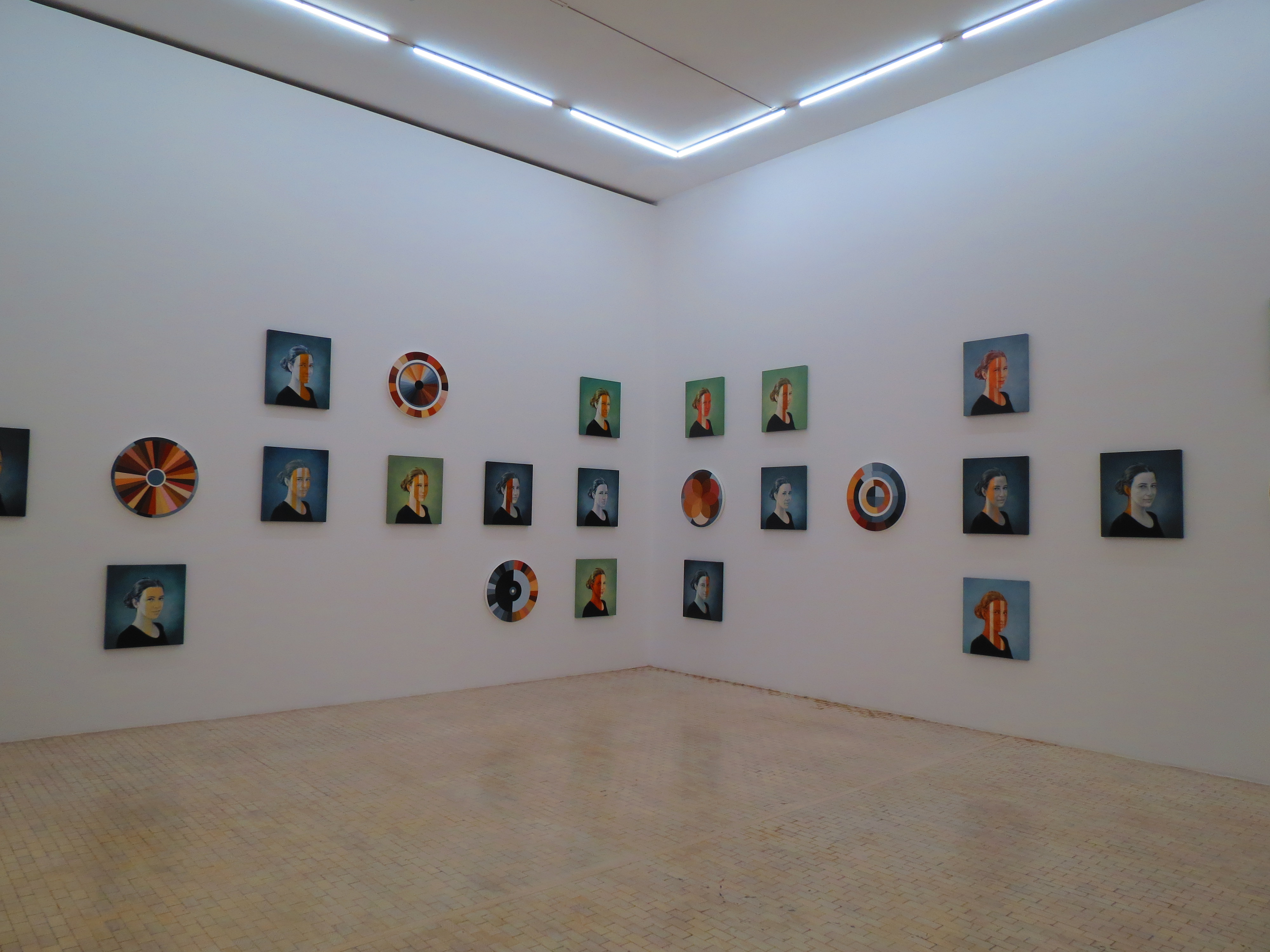
Vista de la sección Polvo en la exposición Otros cuerpos detrás del Museo Tamayo, 2019.

La última serie que conforma esta exposición es Polvo; una instalación que surge de la investigación de castas realizada por Varejão, la cual habla del mestizaje y de la identidad que existe en relación con el color. Las piezas muestran los cambios, las continuidades y las tensiones que han surgido a lo largo del tiempo a través de las castas y la llamada Pintura de castas. La artista lleva trabajando en este proyecto alrededor de treinta años.
Polvo es el resultado de diversos viajes realizados por la artista, en donde comenzó a coleccionar tubos de óleo «color piel»; sin embargo, el color que contenían los tubos no tenían una variación significativa, pues oscilaban dentro de una gama cromática rosa claro. Este hecho llevó a Varejão a una nueva implementación de «color piel», experimentando con diferentes gamas cromáticas y sus posibles combinaciones. “El color es lenguaje la clasificación que le damos es artificial. Con algunos de los nombres que rescaté del censo de 1976 hice colores de piel y con estos mismos elabore 33 retratos. Cada quien construye su identidad, no hay un proyecto que unifique la identidad y eso no esta mal”. En estos cuadros se  encuentra una colorimetría que va desde el color beige hasta el negro, pasando por el rosa pardo, amarillo y café.
Además de los cuadros, hay una pequeña caja con tubos de óleo en los cuales ya no están marcados como “color piel” sino que tienen nombres como morenâo (big black dude), sapecada (furt with freckle),  meio preta (half black), cabocla (half breed), agalegada (galician fair), etc. Demostrando que el color piel no es de un solo tono, la artista busca transmitir que uno es capaz de crear una identidad propia.